# Mořic Hruban
Mořic Hruban (30. listopadu 1862 Brodek u Prostějova – 16. září 1945 Olomouc) byl český politik a právník z Moravy, počátkem 20. století vůdčí představitel moravského katolického politického tábora a předseda Katolické strany národní na Moravě, po vzniku republiky politik Československé strany lidové.

## Život
Po maturitě na Slovanském gymnáziu v Olomouci (1882) vystudoval práva na Vídeňské univerzitě (1888 titul doktora práv). Po krátké právnické praxi u Zemského trestního soudu ve Vídni a Krajského soudu v Olomouci vstoupil roku 1888 jako koncipient do advokátní kanceláře staročeského politika JUDr. Jana Žáčka. Vlastní advokátní kancelář si otevřel v Olomouci roku 1895.
Politickou kariéru zahájil ve staročeské Moravské národní straně. V září (podle jiného zdroje již 24. června) 1896 se stal předsedou nově založené Katolické strany národní na Moravě. Ta se definovala loajálně k monarchii, jako konzervativní politická síla obhajující zájmy českých katolíků na Moravě.
Ve volbách roku 1901 byl zvolen poslancem Říšské rady (celostátní parlament) za kurii venkovských obcí, obvod Valašské Meziříčí, Uherský Brod, Místek. Mandát obhájil ve volbách roku 1907, konaných již podle rovného volebního práva, bez kurií, kdy byl zvolen za český okrsek Morava 17. Zasedl v poslanecké frakci Český katolicko-národní klub. Opětovně získal za tentýž obvod poslanecké křeslo ve volbách roku 1911. Usedl nyní do parlamentního klubu Katolická národní strana. V Říšské radě setrval až do konce monarchie.
V roce 1902 se stal poslancem Moravského zemského sněmu, kde zasedal do roku 1914. Uspěl v zemských volbách roku 1902 za kurii venkovských obcí, obvod Uherský Brod. Mandát obhájil v zemských volbách roku 1906, nyní za českou kurii venkovských obcí, obvod Uherský Brod, Bojkovice, Valašské Klobouky. Opětovně zde byl zvolen v zemských volbách roku 1913. V zemském sněmu i na Říšské radě působil jako předseda klubu katolických poslanců. V roce 1907 byl zvolen místopředsedou Národního klubu českých poslanců na říšské radě a stal se spoluzakladatelem Slovanského centra a místopředsedou Slovanské jednoty. Od roku 1908 do roku 1912 byl náměstkem zemského moravského hejtmana.
Během světové války byla Hrubanova Katolická národní strana nadále loajální k monarchii a veřejně se distancovala od českého domácího a zahraničního odboje. Ještě v říjnu 1918 prohlásil Hruban: „My, čeští katolíci, nemáme nic společného s ostatními českými stranami, které chtějí samostatnost českého státu. My představujeme konzervativní český monarchismus. Chceme, aby česká samostatnost byla řešena pod korunou habsburskou.“
Vzhledem k dynamice vývoje se ale již koncem října 1918 zúčastnil jednání zástupců domácího i zahraničního odboje v Ženevě o budoucí podobě státu. Byl delegován svou stranou do Národního výboru československého. V letech 1918–1920 zasedal v Revolučním národním shromáždění. Jako ministr bez portfeje se stal v letech 1918–1919 členem první československé vlády vedené Karlem Kramářem. Za svůj prorakouský aktivismus z dob před rokem 1918 byl ovšem terčem kritiky. Spolu s Msgre. Janem Šrámkem se zasloužil o sjednocení různých křesťanských frakcí do Čsl. strany lidové (1919). V letech 1919–1938 zastával funkci místopředsedy Ústředního výkonného výboru ČSL a moravského zemského výboru.

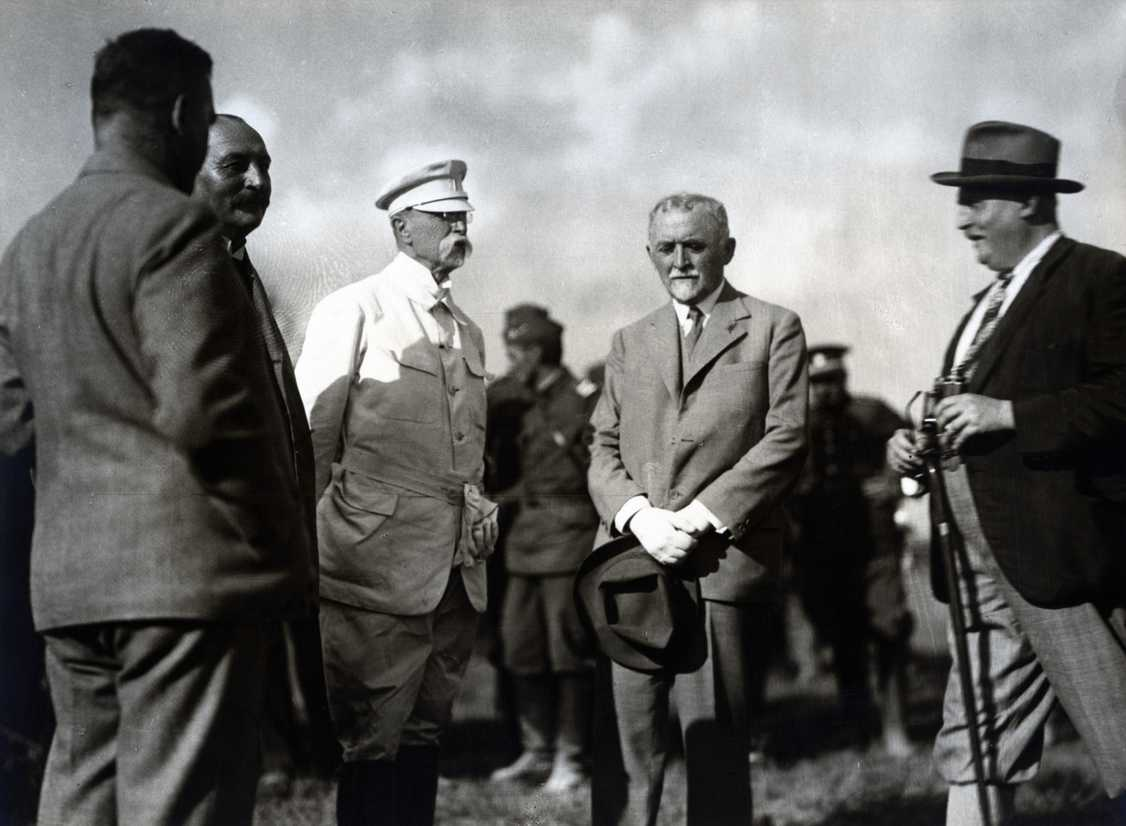
Mořic Hruban s T. G. Masarykem na vojenských manévrech v Kroměříži, srpen 1929

V parlamentních volbách v roce 1920 získal poslanecké křeslo v Národním shromáždění ČSR . Vykonával funkci místopředsedy sněmovny Národního shromáždění. Předsedal ústavně právnímu výboru a jako místopředseda působil v iniciativním výboru poslanecké sněmovny.
V parlamentních volbách v roce 1925 získal za lidovce senátorské křeslo v Národním shromáždění. Mandát obhájil v parlamentních volbách v roce 1929 a parlamentních volbách v roce 1935. V senátu setrval až do jeho zrušení v roce 1939. Krátce předtím, v prosinci 1938, ještě přestoupil do nově zřízené Strany národní jednoty. V letech 1926–1929 působil jako předseda a v letech 1929–1939 jako místopředseda senátu.
Byl také spoluzakladatelem a členem několika katolických, vlasteneckých, kulturních a uměleckých spolků. Roku 1937 byl jmenován rytířem-velkokřižníkem Vojenského a špitálního řádu sv. Lazara Jeruzalémského. Krátce po Mnichovské dohodě se stáhl z politického života. Za německé okupace byl nacisty zatčen a 5. dubna 1945 byl popraven jeho starší syn JUDr. Vladimír Hruban, papežský komoří.
Mořic Hruban zemřel na záchvat mrtvice 16. září 1945 a je pohřben na Ústředním hřbitově v Olomouci.